# MCG+07-33-027
MCG+07-33-027 هي مجرة حلزونية منعزلة تقع على بعد 330 مليون سنة ضوئية في كوكبة الجاثي. تمتلك نسبة عالية جداً من تشكيل النجوم التي من شأنها أن تجعل من المجرة مجرة انفجار نجمي. عادةً، المجرات تنفجر بسبب اصطدام مجرة أخرى. ومع ذلك معظم المجرات هي في مجموعات أو تجمعات عنقودية، في حين أن مجرة MCG+07-33-027 انفرادية. لذلك، فإن سبب الإنفجار لم يكن بسبب الاصطدام أو بمرور مجرة مجاورة، وبالتالي فإن سبب النشاط لا يزال مجهولاً.

## SN2005bk
في 2 أبريل 2005 تم اكتشاف سوبرنوفا من نوع مستعر أعظم نوع 1 ب ومستعر أعظم نوع 1 سي في مجرة MCG+07-33-027.

## وصلات خارجية
- MCG+07-33-027 على موقع ويكي سكاي: DSS2, SDSS, GALEX, IRAS, Hydrogen α, X-Ray, Astrophoto, Sky Map, Articles and images